# Liste bekannter Montanarchäologen
Die Montanarchäologie ist ein interdisziplinärer Zweig der Archäologie, der sich mit dem Altbergbau und seinem Hüttenwesen beschäftigt. In dieser Liste werden daher Archäologen, Mineralogen und Geologen zusammengefasst, die sich schwerpunktmäßig mit der Erforschung des alten Bergbaus und seines Hüttenwesens sowie dessen unmittelbaren Umfelds befassen oder befasst haben. Als interdisziplinärer Forschungszweig werden hier daher Montanarchäologen verzeichnet, die in ihrem Fach für dieses Gebiet habilitiert wurden, als Autoren relevant sind, oder andere bedeutende Beiträge zur Montanarchäologie geleistet haben. Fachfremde, sowie Amateure, Autodidakten und andere für die Montanarchäologie bedeutende Personen, die jedoch nicht als Wissenschaftler oder bergmännische Fachleute angesehen werden können, finden sich am Ende in einem gesonderten Abschnitt verzeichnet

## A
- Georgius Agricola (Deutscher, 1494–1555)
- Helmuth Albrecht (Deutscher, * 1955)
- Matthias Joseph Anker (Österreicher, 1772–1843)

## B
- Hans-Gert Bachmann (Deutscher, 1928–2018)
- Denys Bradford Barton (Brite)
- A. Blanco Freijeiro (Spanier, 1923–1991)
- Gregor Borg (Deutscher, * 1957)
- William Borlase (Brite, 1695–1772)
- Lente van Brempt (Belgierin)
- Paul D. Budd (Brite)

## C
- Mark Cavanagh (US-Amerikaner)
- Bernhard von Cotta (Deutscher, 1808–1879)
- Paul Craddock (Brite, * 1945)

## D
- Claude Domergue (Franzose, * 1932)
- A. Delgado Domínguez (Spanier)

## E
- Wilfried H.O. Ernst (Deutscher, 1937–2016)

## F
- Andrew Fleming (Brite)

## G
- David Gale (Brite)
- Gert Goldenberg (Deutscher, * 1957)
- Peter Gstrein (Österreicher, 1946–2021)

## H
- Peter Haupt (Deutscher, * 1970)
- Rolf Höhmann (Deutscher, * 1950)
- Detlef Hopp (Deutscher, * 1956)

## K
- Vasiliki Kassianidou (Zypriotin)
- Lothar Klappauf (Deutscher, 1953–2023)

## L
- J.M. Luzón Nogué (Spanier, * 1941)

## M
- Katharina Malek-Custodis (Deutsche, * 1976)
- Khachatur Meliksetian (Armenier)
- Matthäus Much (Österreicher, 1832–1909)

## O
- Ludwig Oechslin (Schweizer, * 1952)
- Klaus Oeggl (Österreicher, * 1955)

## P
- Roger D. Penhallurick (Brite, 1940–2004)
- J.A. Pérez Macías (Spanier)
- Ernst Preuschen (Österreicher, 1898–1973)

## R
- Brigitte Rieser (Österreicherin, * 1970)
- Beno Rothenberg (Deutscher/Israeli, 1914–2012)

## S
- Hanspeter Schrattenthaler (Österreicher, * 1961)
- Rainer Slotta (Deutscher, * 1946)
- Markus Staudt (Österreicher)
- Heiko Steuer (Deutscher, * 1939)
- Thomas Stöllner (Österreicher, * 1967)

## T
- Simon Timberlake (Brite)

## W
- Otfried Wagenbreth (Deutscher, 1927–2017)
- Abraham Gottlob Werner (Deutscher, 1749–1817)
- Max von Wolfstrigl-Wolfskron (Österreicher, 1849–1903)

## Y
- Omri Yagel (Israeli)

## Z
- Karl Zschocke (Österreicher, 1886–1962)

## Fachfremde und Nichtwissenschaftler
- George Randall Lewis (Brite/US-Amerikaner, 1845–1924)
- Franz Mathis (Österreicher, * 1946)